# نائیری
نائیری (به ارمنی: Նայիրի) نامی است که در منابع میخی آشوری، به سرزمین اورارتو واقع در مناطق مرزی امروزی ترکیه، ایران، عراق و ارمنستان اطلاق شده‌بود.
نائیری در سالنامه‌های سمیرامیس و آداد-نراری سوم به سرزمین‌های بی‌شماری اطلاق گشته‌است و در اراضی مزبور اقوام و قبایل متنوع ایرانی و غیرایرانی ساکن بودند. در سال‌های پس از -۸۰۰ پ.م. - آشوریان قصد داشتند کوهستان‌های زاگرس و البرز را کاملاً مطیع و منقاد خویش سازند. دربارهٔ این لشکرکشی‌ها فقط از یادآوری فهرست‌واری که در فهرست اسامی مردان سال به عمل آمده و همچنین از یک نبشتهٔ رسمی که اندکی مشروح‌تر است اطلاعات مختصری در دست هست.

## لوح نمرود
از نبشتهٔ مزبور چنین مستفاد می‌گردد که آشوریان در سال -۸۰۲ پ.م. - مدعی فرمانروایی بر الی پی، خارخار، آرازیاش و مسو و کشور مادها و سراسر گیزیل بوندا و مَنا و پارسوآ و آلابریا و آبدادان تا آندیا و دریای کاسپی (خزر) بودند. همهٔ این سرزمین‌ها در این لوح و نوشتهٔ شامشی آداد پنجم تحت عنوان نائیری تسمیه شده‌اند.